# Партілле
Партілле (швед. Partille) — містечко (tätort, міське поселення) у центральній Швеції в лені Вестра-Йоталанд. Адміністративний центр комуни Партілле. Фактично тепер є частиною Гетеборга.

## Географія
Містечко знаходиться у південно-західній частині лена Вестра-Йоталанд за 470 км на південний захід від Стокгольма.

## Історія
Партілле є містом-супутником чи передмістям Гетеборга.

## Герб міста
Герб було розроблено як символ ландскомуни Партілле. Він отримав королівське затвердження 1963 року.
Щит перетятий, у верхньому синьому полі золота дзвіниця, у нижньому золотому — синє хвилясте вістря, обабіч якого по синій мушлі.
Дзвіниця церкви в Партілле є архітектурною пам'яткою XVII століття. Нижнє поле герба з мушлями походить із символу місцевої родини Сандбергів. Давид аф Сандберг був зокрема керівником Шведської Ост-Індійської компанії.
Після адміністративно-територіальної реформи, проведеної у Швеції на початку 1970-х років, муніципальні герби стали використовуватися лишень комунами. Цей герб був 1971 року перебраний для нової комуни Партілле.

## Населення
Населення становить 29 444 мешканців (2018).

## Спорт
У поселенні базується футбольний клуб ІФ Партілле, гандбольний ІК «Севегоф» та інші спортивні організації.

## Галерея

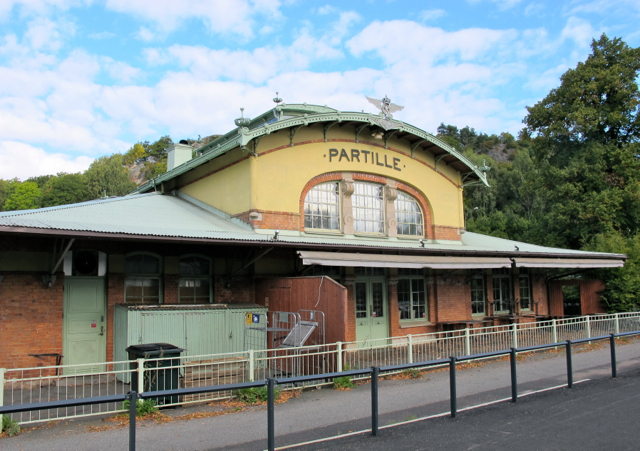
Залізнична станція
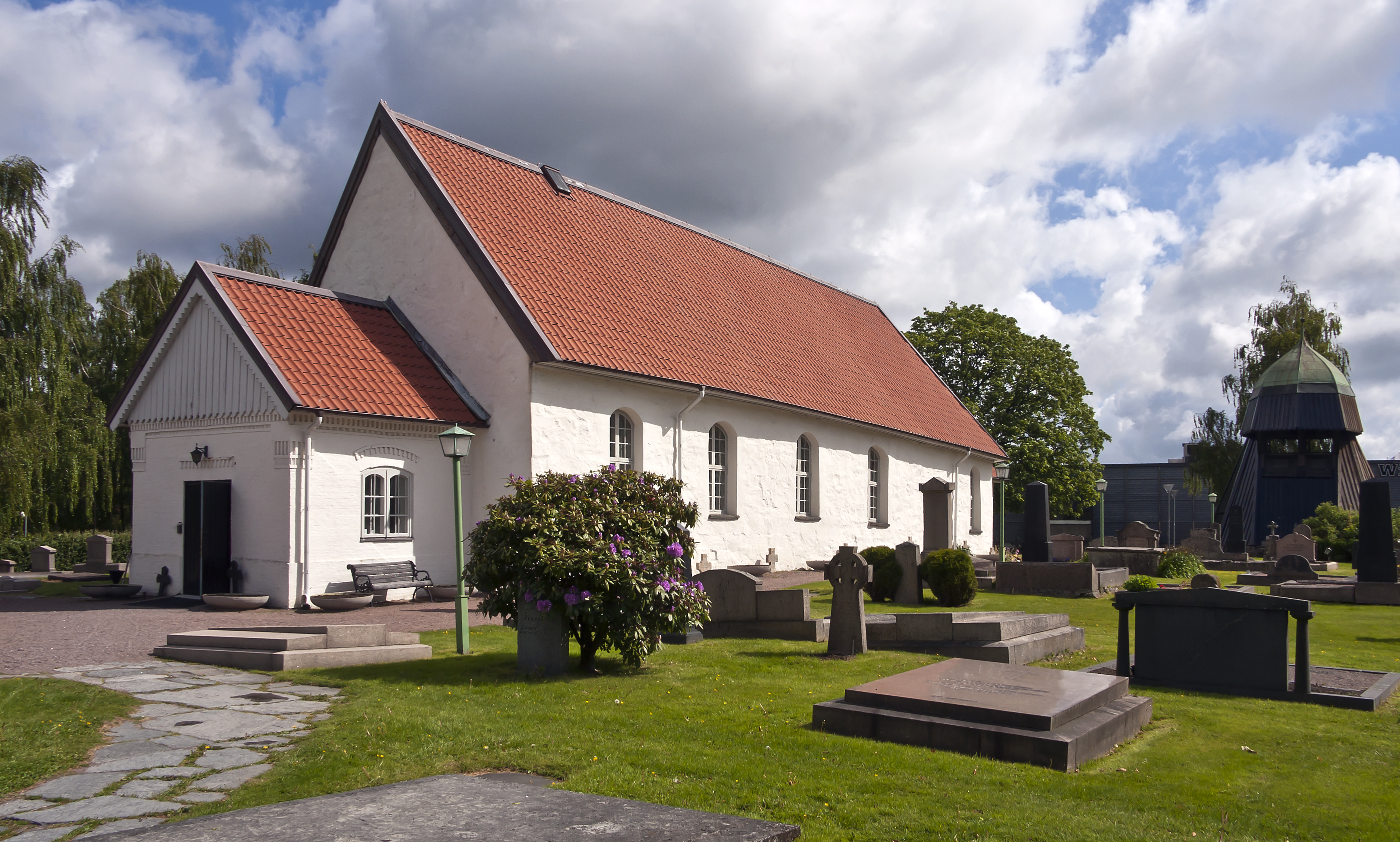
Церква
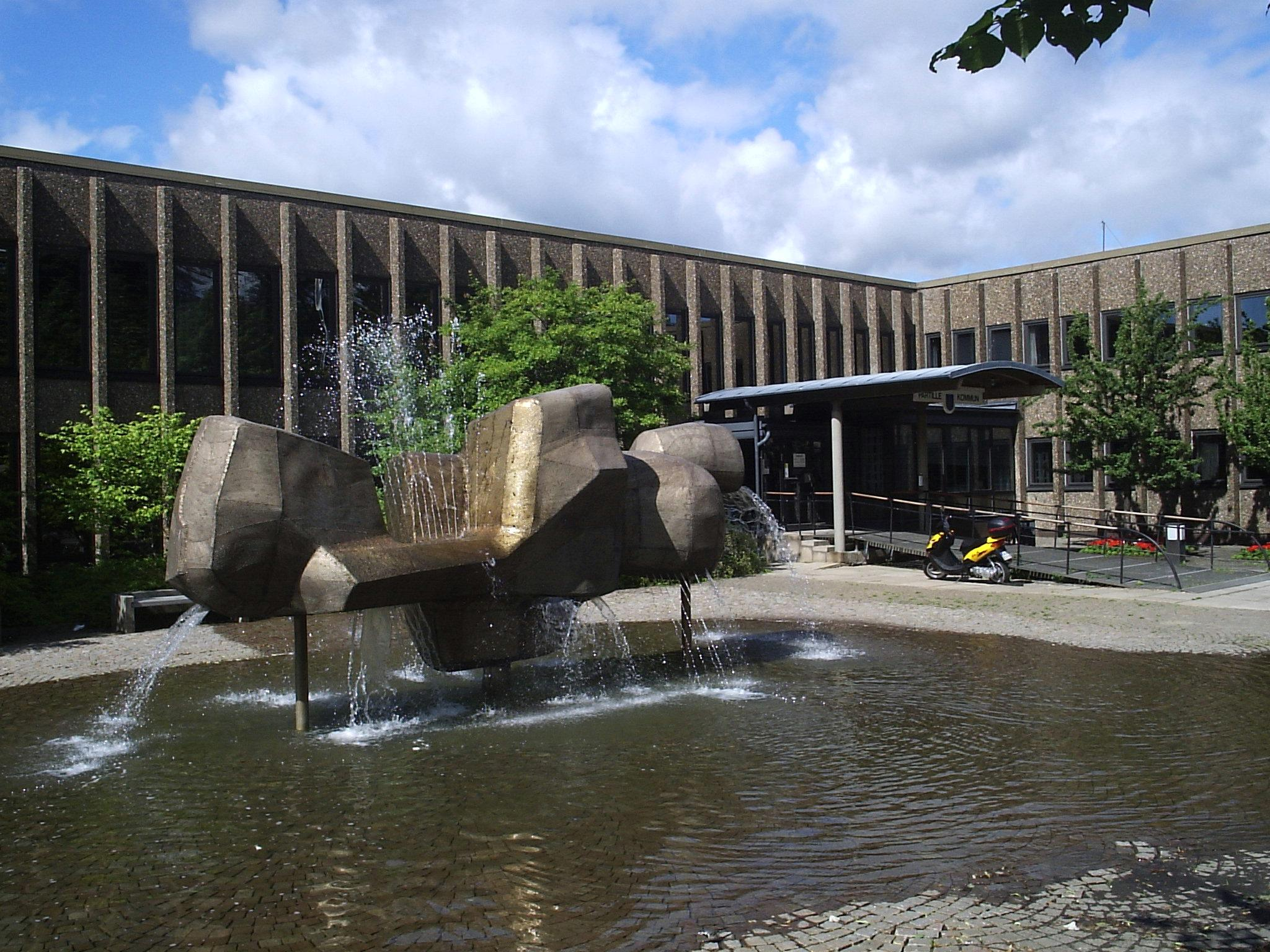
Управа комуни
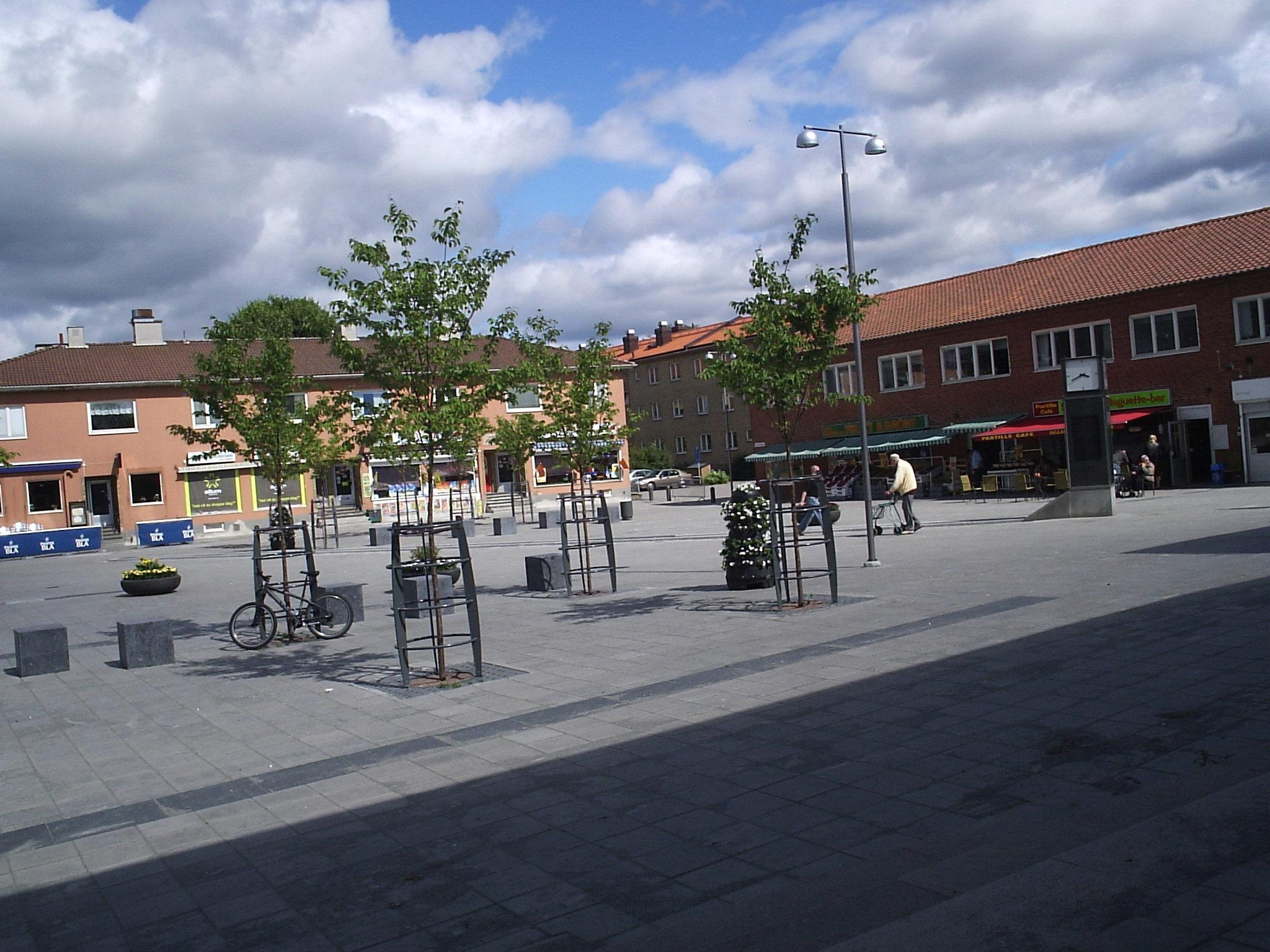
У центрі міста